# Municipio de Star Prairie
El municipio de Star Prairie (en inglés: Star Prairie Township) es un municipio ubicado en el condado de Tripp en el estado estadounidense de Dakota del Sur. En el año 2010 tenía una población de 37 habitantes y una densidad poblacional de 0,4 personas por km².

## Geografía
El municipio de Star Prairie se encuentra ubicado en las coordenadas 43°12′46″N 100°4′3″O / 43.21278, -100.06750. Según la Oficina del Censo de los Estados Unidos, el municipio tiene una superficie total de 93.01 km², de la cual 93,01 km² corresponden a tierra firme y (0 %) 0 km² es agua.

## Demografía
Según el censo de 2010, había 37 personas residiendo en el municipio de Star Prairie. La densidad de población era de 0,4 hab./km². De los 37 habitantes, el municipio de Star Prairie estaba compuesto por el 91,89 % blancos, el 8,11 % eran amerindios. Del total de la población el 0 % eran hispanos o latinos de cualquier raza.